# Masters 1980
La 11 edición de la Tennis Masters Cup se realizó del 14 al 18 de enero del 1981 en Nueva York, Estados Unidos.

## Individuales

### Clasificados
- Gene Mayer
- John McEnroe
- Jose-Luis Clerc
- Björn Borg
- Jimmy Connors
- Guillermo Vilas
- Harold Solomon
- Ivan Lendl

### Grupo A
| Resultados Round Robin-Win | Result-Res | -Winner-Winner-Winner-Win | -Score-Score-Score-Score |
| -------------------------- | ---------- | ------------------------- | ------------------------ |
| Gene Mayer (USA)           | derrota a  | Björn Borg (SWE)          | 6–0, 6–3                 |
| Gene Mayer (USA)           | derrota a  | Jose-Luis Clerc (ARG)     | 6–3, 7–5                 |
| Gene Mayer (USA)           | derrota a  | John McEnroe (USA)        | 3–6, 7–6, 6–2            |
| Björn Borg (SWE)           | derrota a  | Jose-Luis Clerc (ARG)     | 6–3, 6–4                 |
| Björn Borg (SWE)           | derrota a  | John McEnroe (USA)        | 6–4, 6–7, 7–6            |
| Jose-Luis Clerc (ARG)      | derrota a  | John McEnroe (USA)        | 6–3, 6–0                 |

### Grupo B
| Resultados Round Robin-Win | Result-Res | -Winner-Winner-Winner-Win | -Score-Score-Score-Score |
| -------------------------- | ---------- | ------------------------- | ------------------------ |
| Jimmy Connors (USA)        | derrota a  | Ivan Lendl (CZE)          | 7–6, 6–1                 |
| Jimmy Connors (USA)        | derrota a  | Guillermo Vilas (ARG)     | 6–2, 4–6, 6–0            |
| Jimmy Connors (USA)        | derrota a  | Harold Solomon (USA)      | 6–2, 6–4                 |
| Ivan Lendl (CZE)           | derrota a  | Guillermo Vilas (ARG)     | 7–5, 6–4                 |
| Ivan Lendl (CZE)           | derrota a  | Harold Solomon (USA)      | 6–3, 6–1                 |
| Guillermo Vilas (ARG)      | derrota a  | Harold Solomon (USA)      | 5–7, 7–6, 7–5            |

| Resultados Etapa Final-Win | -Winner-Winner-Winner-Win | Result-Res | -Winner-Winner-Winner-Win | -Score-Score-Score-Score |
| -------------------------- | ------------------------- | ---------- | ------------------------- | ------------------------ |
| Semifinal                  | Ivan Lendl (CZE)          | derrota a  | Gene Mayer (USA)          | 6-3 6-4                  |
| Semifinal                  | Björn Borg (SWE)          | derrota a  | Jimmy Connors (USA)       | 6-4 6-7 6-3              |
| Final                      | Björn Borg (SWE)          | derrota a  | Ivan Lendl (CZE)          | 6-4 6-2 6-2              |

| Predecesor: 1979 | ATP World Tour Finals 1980 | Sucesor: 1981 |

- Datos: Q4016385